# لواتة
لواتة هي أحد قبائل البربر الكبرى من البربر البتر، وتنتسب إلى لوا الأصغر (نفزاو) بن لوا الأكبر بن زحيك بن مادغيس الأبتر.

## أصل التسمية
أصل الاسم هو بني لوا، والألف والتاء كما ذكر ابن خلدون زيادة للجمع لأن البربر إذا أرادوا الجمع زادوا الألف والتاء فصار لوات، فلما عربته العرب حملوه على الأفراد وألحقوا به هاء الجمع.

## بطون لواتة
بطون لواتة يقولون أنهم من ولد لواتة، بن بر، بن قيس بن عيلان؛ وبعضهم يقول أنهم قوم من لخم كان أولهم من أهل الشام فنتقلوا إلى هذه الديار؛ وبعضهم يقول أنهم من الروم. وقال ابن حزم في الجمهرة: وزعم نسابة البربر أن لواتة من القبط وليس بصحيح.
أنجب لوا الأصغر كل من:
- يطوفت ومنه: بنو يطوفت (قبيلة نفزاوة) ومنها تتفرع عدة قبائل منها: (غساسة، مرنيسة، زهيلة، سوماته، زاتيمة، ولهاصة (وتنحدر منها قبيلة ورفجومة)، مجرة، ورسف، مكلاتة.
- نيطط ومنه قبيلة سدراتة.
- ماصلت ومنه: أكوزة، عتروزه، بنو فاصله.
- زاير ومنه: بنو زاير (قبيلة مزاته).
- كطواف ومنه: بنو كطواف (قبيلتي مغاغة وجدانة).

وتنسب إلى لواتة أيضا قبائل: زنارة، ومصعوبة، ومراوة، وفطيطة، ومفرطة، وزكودة، وتحلالة، وسوة، ومسوسة، وواهلة، ومنداسة، ومحنحا، ومنطاس.

## تاريخ القبيلة
أول إشارة عن قبيلة لواتة عن طريق المؤرخ البيزنطي (بروكوبيوس القيصري)، من خلال كتابيه العمائر والحروب الوندالية ونلاحظ أن (بروكوبيوس) كان يرى بأن المور ولواتة اسمين لمجموعة سكانية واحدة كانت منتشرة في كل المنطقة الممتدة من طرابلس وحتى تبسة بالجزائر.

### المور (لواتة)والوندال
وقد ذكر بروكوبيوس المور على أنهم لواتة في العديد من كتاباته، فنجده يشير إلى المور الذين دعاهم في نفس الوقت لواتة عند حديثه عن تغلب هؤلاء على الوندال واحتلالهم لمدينة لبدة الكبرى ونجده يشير إليهم عند حديثه عن المذبحة التي نفذها البيزنطيون في مدينة لبدة الكبرى ضد ثمانون شيخا من أعيان لواتة، ونجده يشير إلى المور على أنهم لواتة عند حديثه عن الحروب التي شنها الليبيون ضد حاكم أفريقيا البيزنطي سليمان، فنجده يتحدث عن المور ولواتة في طرابلس، والمور ولواتة في بيزاكيوم (سوسة بتونس) وتيسة بالجزائر.

### لواتة في ليبيا
هنالك زعم بأن لواتة ترجع في أصولها إلى قبيلة الليبو إحدى القبائل الليبية البائدة التي كانت تقيم ببرقة، والتي اشتق من اسمها اسم ليبيا، وقد صرح بهذا الزعم الكاتب «فرنسيس رود» F. Rodd في كتابه عن الطوارق الملثمين (People of the veil) حيث قال أن قبائلَ لواتة التي عرفها العرب أول ما عرفوا ليبيا هي بعينها قبائل الليبو القديمة التي كانت تسكن ليبيا الشرقية.
وكان جزء من لواتة عند الفتح الإسلامي في سنة 643م (24هـ) يقطنون برقة بشرق ليبيا، وقد رحبوا بالمسلمين الفاتحين بقيادة عمرو بن العاص، وأعلنوا إسلامهم فكانوا أول البربر الذين يعلنون إسلامهم، كما أنهم ساعدوا المسلمين في فتح المغرب، وتوجد رواية تقول أن وفداً من لواتة ذهب إلى عمرو بن العاص بمصر وطلبوا منه القدوم إليهم وضم برقة إلى الدولة الإسلامية التي نشأت بالمدينة المنورة، وهو ما يمكن أن يفسر موقف لواتة في برقة من الفتح الإسلامي بكونهم من أكثر المناصرين للفتح الإسلامي إيجابية ولهم دور مشرف في دعم هذا الفتح. وبرز منهم أول قائد مسلم من البربر وهو هلال بن ثروان اللواتي الذي كان من ضمن القادة المسلمين في حملة حسان بن النعمان الغساني في سنة 693م (74هـ) لفتح المغرب. وإلى لواتة ينسب أبو إسحاق الإجدابي الطرابلسي العالم اللغوي المتبحر في اللغة العربية، صاحب كتاب «كفاية المتحفظ ونهاية المتلفظ» (كتاب لغوي في مفردات اللغة العربية).

### لواتة في المصادر العربية
لم ينته ذكر قبائل لواتة بنهاية الحكم البيزنطي للمنطقة بل بقي يتردد في الكثير من المصادر العربية الإسلامية حيث تم الإشارة إليها عن طريق ابن عبد الحكم في كتابه: «فتوح مصر وإفريقيا»، واليعقوبي في تاريخه وابن خرداذبة في كتابه المسالك والممالك، والهمدانى في كتابه الإكليل، ونشوان الحميري في قصيدته ملوك حمير وأقيال اليمن وابن سعيد الأندلسي في كتابه المغرب في حلى المغرب. وابن خلدون في كتابه العبر وديوان المبتدأ والخبر في أيام العرب والعجم والبربر ومن عاصرهم من ذوى السلطان الأكبر.
ففي كتاب فتوح البلدان للبلاذري: قال الليث بن سعد، عن يزيد بن أبي الحبيب، أن عمرو بن العاص كتب شرطه على لواتة من أهل برقة: أن لكم أن تبيعوا أبنائكم ونسائكم فيما عليكم من الجزية، وبقي النفوذ في برقة لقبيلة لواتة حتى دخول قبائل بنو سليم وبنو هلال بداية من عام 443هـ (1051م).
وقد أخذت لواتة في الهجرة من برقة موطنهم الأصلي إلى مصر واستقرار بها، وأصبحت برقة خالصة لقبائل بني هيب من بنو سليم، وانتشرت قبائل لواتة بمصر في الوجه البحرى وفي الجيزة وفي الصعيد.
وذكر المؤرخون المصريون مثل ابن ميسر، وتقي الدين المقريزي، وأبى المحاسن ابن تغرى بردى، إن الشدة العظمى كان سببها انخفاض ماء النيل وانتشار الوباء في مصر حتى انعدمت الغلات من أرض مصر وأكل الناس البغال والحمير والميتة ثم أكل بعضهم بعضا.
ولكن المؤرخ ساويرس بن المقفع تاريخ بطاركة كنيسة الإسكندرية القبطية يبين بوضوح أثر القلاقل والفتن في إيجاد هذه الشدة، فقد عمت الفوضى والحروب بين الجند وخاصة بين السودانية والأتراك، فكانت القاهرة في يد الجند الترك، وكان الصعيد في يد الجند السودانية، وكانت الإسكندرية وجزء كبير من الوجه البحري في يد فريق آخر من الجند التركية تساعدهم قبائل قيس ولواتة.
ويبين ساويرس بن المقفع تسلط اللواتين على الريف وذكر أنهم ملكوا أسفل الأرض أي الوجه البحرى، وأصبحوا يزرعونه كما يريدون بلا خراج ولم يهتموا بحفر الترع أو عمل الجسور وإنفردوا بالزراعة دون غيرهم وامتنعوا عن بيع الغلات، وكانت النتيجة أن رزئت مصر بفترة مجاعة قاربت من سبع سنين عرفت بالشدة العظمى (1066-1082م).
وقد استطاع بدر الجمالى وإلى عكا الذي استدعاه الخليفة المستنصر بالله الفاطمي لتولى الوزارة في مصر، أن يقبض على ناصية الحال فيها فضرب اللوتيين في الريف وحد من نفودهم، وسار إلى الصعيد فسيطر عليه ثم عاد إلى القاهرة وأقام بها ورتب الأمور فيها كما كانت عليه في السابق.